# Manuel de los Cobos y Luna
Manuel de los Cobos y Luna (XVII secolo – Cagliari, 21 luglio 1668) fu un nobile e politico spagnolo, IV marchese di Camarasa, Adelantado di Galizia, Grande di Spagna fu un viceré di Valencia e di Sardegna dal 1646 al 1668. Era figlio di Diego Sarmiento de Mendoza conte di Ribadavia.

Stemma dei marchesi di Camarasa

Fu vittima di una congiura maturata nel contesto politico di Cagliari, nel periodo della crisi 1666-1668, caratterizzata dalla scontro fra la Corona di Spagna ed una fazione aristocratica.

## Biografia

### L'assassinio
Nel 1666, il viceré Camarasa aveva aperto il Parlamento e Agostino Castelvì marchese di Laconi, vi partecipò in veste di prima voce dello stamento militare. In tale qualità era il principale esponente della maggioranza parlamentare ed intendeva l'ottenimento, da parte della Corona, di alcuni privilegi ritenuti di capitale importanza. Il viceré non potendo superare l'opposizione in Parlamento, inviò la documentazione a corte. Nel giugno del 1667, assieme al delegato viceregio, il Castelvì, in veste di portavoce ufficiale dei tre stamenti, si imbarcò per Madrid. Ma nella lunga trattativa che seguì non fu possibile raggiungere alcun accordo. Al suo rientro a Cagliari, nei primi mesi del 1668, fu destituito dal viceré che, in questo modo intendeva recuperare il controllo del Parlamento. Tuttavia questa misura non sortì alcun risultato così, il 28 maggio, il Camarasa sciolse il Parlamento. Nella notte tra il 20 e il 21 giugno Agostino Castelvì, marchese di Laconi, fu ucciso in un'imboscata.
Jacopo Artaldo Castelvì, a seguito della morte del cugino Agostino, si mise a capo della forte fazione parlamentare che aveva individuato nel viceré Camarasa, il mandante dell'omicidio del Laconi. E sempre lui ispirò la congiura in seguito alla quale il viceré fu a sua volta ucciso, il 21 luglio.

### Matrimonio e discendenza
Manuel de los Cobos y Luna si sposò due volte. Dal primo matrimonio, con Teresa de Sotomayor (figlia di Fernando Yáñez de Sotomayor, signore di Sotomayor, e di Maria de Noronha), non nacquero figli. Dal secondo matrimonio, con Isabel de Portocarrero (figlia di Cristóbal Portocarrero Osorio y Luna, III conte di Montijo, e di Ana de Luna Enríquez, II marchesa di Valderrábano), nacquero diversi figli. Tra questi troviamo:
- Isabel Ana, nata intorno al 1648, sposatasi nel 1672 con Ferdinando Francesco d'Avalos (figlio di Diego e Francesca Carafa di Roccella);
- Ana Ángela;
- Melchor;
- Álvaro (1657-1704), XI conte di Ribadavia, sposatosi con María Leonor Fernández de Córdoba y Bazán;
- Baltazar (ca. 1665-1715), il quale ricoprì l'incarico di generale delle galee di Napoli e fu viceré d'Aragona dal 1692 al 1693, succedendo al padre quale V marchese di Camarasa; sposatosi con Isabel de Velasco y Carvajal (figlia di Francisco Baltasar Fernández de Velasco, V marchese di Berlanga, e di María Catalina de Carvajal, IV marchesa di Jódar; nipote dal lato paterno di Bernardino Fernández de Velasco);
- Tomás (ca. 1667-1743), sposatosi con María Josefa Bolaño y Castro, II marchesa della Puebla de Parga.